# Tonelagem de arqueação líquida
A tonelagem de arqueação líquida (TAL ou NRT, em inglês net register tonnage) representa o volume de carga que um navio é capaz de transportar, medido em tonelagens de arqueação.  A TAL é também referida como "tonelagem líquida" e "arqueação líquida" que também não deve ser confundida com a arqueação líquida estabelecida segundo a ICTM 1969. Por vezes a TAL também também é referida pelas traduções literais do termo em inglês "net register tonnage" que são "tonelagem líquida de registro" ou "arqueação líquida de registro".
Para se obter a TAL devem ser medidos todos os espaços do navio destinados ao transporte de carga ou de passageiros. Resulta assim de retirar à TAB espaços como a casa das máquinas, os alojamentos da tripulação, a ponte de comando e outros. O critério exato de quais os espaços que devem ser retirados à TAB para se obter a TAL variam conforme o país ou o porto de registro.
Ao abrigo da ICTM 1969, a TAL foi totalmente substituída pela AL a partir de 1994.